# Strijkkwartet nr. 4 (Villa-Lobos)
Heitor Villa-Lobos componeerde zijn Strijkkwartet nr. 4 in 1917. Het is nog een strijkkwartet in abstracte vorm, deel (1) klinkt veel moderner dan toentertijd gebruikelijk was, zeker in Brazilië. Deel (2) heeft een zeer melancholische stemming met Braziliaanse ritmen. Het duurde 30 jaar voordat het Borgerth Kwartet dorst de première in Rio de Janeiro te geven. Strijkkwartet nr. 4 sluit qua stijl de eerste serie af; pas veertien jaar later begint hij aan nr. 5.

## Delen
1. Allegro non moto
2. Andantine (tranquillo)
3. Scherzo - Allegro vivace
4. Allegro

## Bron en discografie
- Uitgave Briljant Classics: Cuarteto Latinoamericano
- Uitgave Naxos: Danubius Kwartet

Strijkkwartet nr. 1 · Strijkkwartet nr. 2 · Strijkkwartet nr. 3 · Strijkkwartet nr. 4 · Strijkkwartet nr. 5 · Strijkkwartet nr. 6 · Strijkkwartet nr. 7 · Strijkkwartet nr. 8 · Strijkkwartet nr. 9 · Strijkkwartet nr. 10 · Strijkkwartet nr. 11 · Strijkkwartet nr. 12 · Strijkkwartet nr. 13 · Strijkkwartet nr. 14 · Strijkkwartet nr. 15 · Strijkkwartet nr. 16 · Strijkkwartet nr. 17